# 金永修
金 永修（キム・ヨンス、朝鮮語: 김영수、1907年11月3日 - 1987年10月19日）は、大韓民国の飛行士、政治家。韓国の航空の開拓者であり、第5代韓国国会議員。

## 経歴
慶尚北道盈徳郡出身。大邱嶠南学校（現・大倫高等学校）、名古屋飛行学校卒。朝鮮飛行学校を設立し、同校校長を務めた。1960年の第5代総選挙に盈徳郡選挙区より民主党所属で出馬して当選した。国会議員在任中は国会交通逓信委員、民主党中央委員、鬱陵島雪害調査委員会委員長を務めた。
1987年10月19日にソウル市内の病院で死去、享年81。

## エピソード
1等航空機操縦士試験、1等航空機航行士試験に合格した。
1960年11月23日に行われた第5代国会第37回第48次国会本会議で憲法改正案についての討論中、張暻根の逃亡にあたって張勉総理の国会への出席に反対する発言をした民主党（新派）の鄭南奎に対し、民主党旧派に属する金は議席上から「やめろ、やめろ」と野次を飛ばした。国会議長の郭尚勲に「座ってください」と注意されるも金は「この犬野郎め！」と言い、これに対し鄭は「犬野郎とは誰が犬野郎だ！」と反応し、場内が騒然となった。これにより金は議長によって「発言を中止してください、退場してください。一度や二度ではなく、神聖な議事堂内で犬野郎（なおこの際、議長は『野郎』に当たる部分を金永修の使用した『セッキ（새끼）』ではなく『子息（チャシク、자식）』と言い、発言をそのまま使わず表現を緩めている）だの牛野郎だのこんな禽獣悖説（卑猥で下種張った話）をするということは、議事の責任上ここにいさせることは議事進行ができないので退場してください（要約）。」として退席を命じた。このとき、議長は議場内の議員全体に向けても議場内の発言に気をつけるよう注意した。だが、次に答弁した民主党（旧派）の曺泳珪が演説のはじめに議長に対し金の議場への復帰を求める請願をし、結果として復帰が許可され、再び議場に復帰した。